# Chadeleuf
Chadeleuf är en kommun i departementet Puy-de-Dôme i regionen Auvergne-Rhône-Alpes i centrala Frankrike. Kommunen ligger i kantonen Champeix som tillhör arrondissementet Issoire. År 2022 hade Chadeleuf 429 invånare.

## Befolkningsutveckling
Antalet invånare i kommunen Chadeleuf
| Referens: INSEE |